# منطقة التفادي

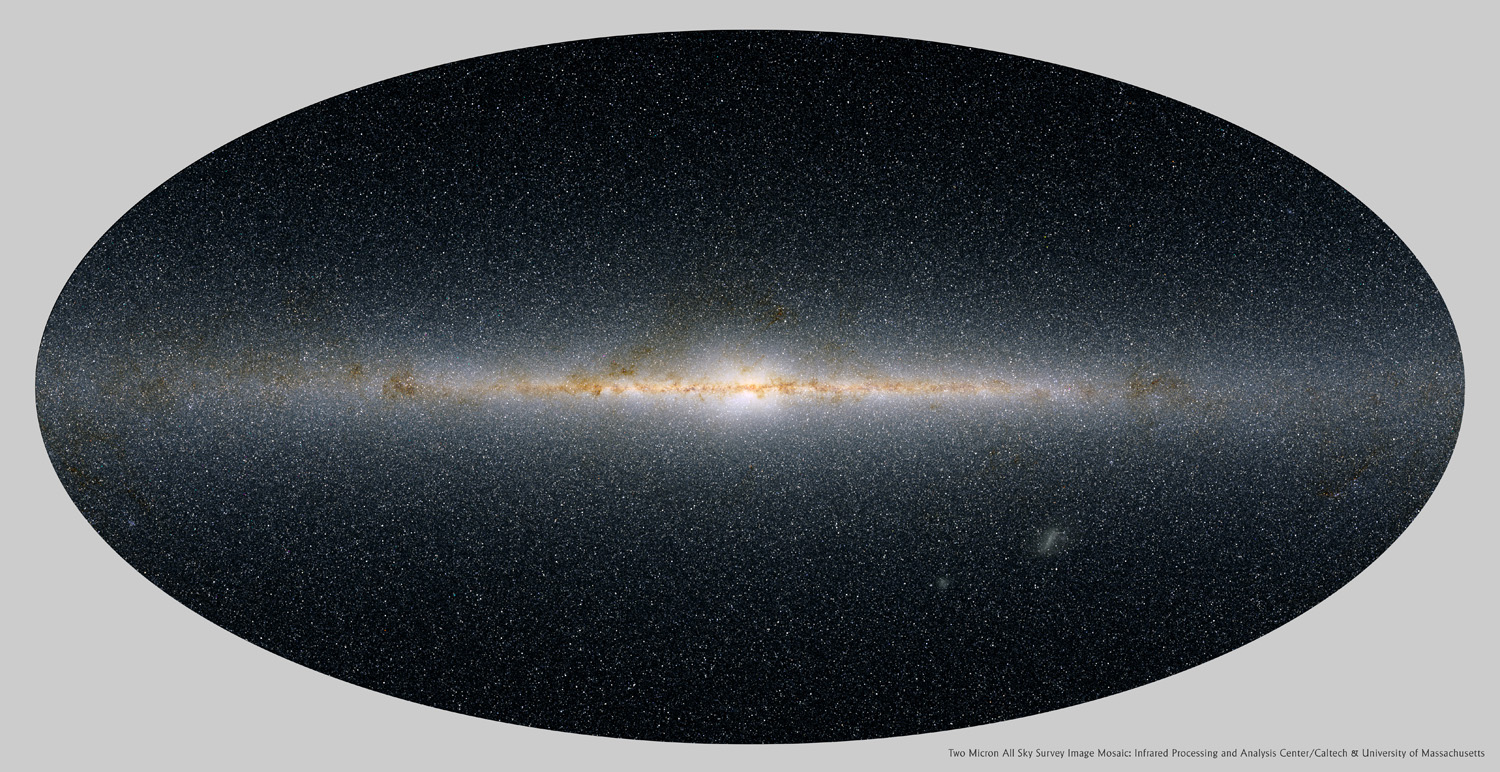
منطقة التفادي لمجرة درب التبانة في المركز

منطقة التفادي أو الاجتناب (Zone of Avoidance ) في علم الفلك اختصارا ZOA ،منطقة من مجرة درب التبانة سُمّيت كذلك لأن الكواكب والنجوم التي تشكّل مجرة درب التبانة تحجب عنا رؤية تلك المنطقة من الفضاء، 

## مصطلح
في السابق كان يطلق على منطقة التفادي ( منطقة السدم ) في عام 1878 و في ورقة علمية للفلكي الإنجليزي ريتشارد بروكتر الذي ربط توزيع السدم في كتالوج جون هيرشل الكتالوج العام للسدم 

## النطاق الخالي من السدم
هو حزام مختلف العرض يمتد بطول خط استواء المجرة ولا ترى فيه أية مجموعات نجومية خارجية (سدم خارجية)أو على الأقل لا ترى إلا في مناطق صغيرة ومنعزلة، ويتصل بالنطاق الخالي من السدم من ناحيته في اتجاه العروض المجرية الأعلى من الجانبين النطاق الفقير بالسدم، وفي هذا النطاق يقل عدد المجموعات النجومية المرصودة في وحدة المساحة كثيراً عما هو عليه عند أقطاب المجرة، والسبب في اختفاء الأجسام الخارجية في النطاق الخالي من السدم يأتي بفعل أمتصاص الضوء بواسطة مادة ما بين النجوم الترابية، التي تتجمع في طبقة رقيقة حول مستوى المجرة وتمتص ضوء المجموعات النجومية الخارجية الموجودة خلفها بالنسبة لنا على الأرض, وتأثير الإخفاء كبير لدرجة أنه بالنظر من المجموعة الشمسية، الموجودة في وسط هذه الطبقة في اتجاه مستوى المجرة فإننا لا نرى أية مجموعة نجومية خارجية أما في اتجاه العروض المجرية الأعلى فإن شعاع الضوء يقطع طريقاً أقصر في مناطق الامتصاص الكبير، بحيث أن اللمعان الظاهري للمجموعات النجومية لا يكاد يضعف، ولما كانت مادة ما بين النجوم ذات أشكال سحابية، بل إن فرادى السحب الداكنة تصنع خلجان كثيرة، ويلفت النظر اتساع النطاق الخالي من السدم في اتجاه مركز المجرة (الطول المجري صفر ْ)وكذلك في اتجاه كوكبة قيفاوس (الطول المجري 115 ْ), علاوة على ذلك يلاحظ وجود خلجان على الناحية الجنوبية من العروض المجرية في برج الثور وكوكبة الجبار عند الأطوال المجرية 160 ْ, 150 ْ, 210 ْ.

## التجمعات المحجوبة
إن معرفة التجمعات النجمية المحجوبة بدرب التبانة تحققت أول مرة حين بدأ الفلكيون بتمييز المجرات الخارجية عن السدم الداخلية، وكلاهما يُشاهد كأجرام باهتة وممتدة. وبسبب ظهور المجرات خارج درب التبانة - فمجرة درب التبانة بكاملها واحده منها - فكان يطلق على منطقة الحوصلة اسم «منطقة التفادي»  zone of avoidance . ويدرك العلماء الآن أن المجرات الخارجية مكوّنة من بلايين النجوم، وأيضا من عدد لا يُحصى من السحب الغبارية والغازية. وفي منطقة التفادي يزداد ضوء التجمعات النجوم حيث يتواجد العدد الهائل من النجوم المركزية، إلى أنه يصعب تفسير كل نجم بسبب امتلاء الحوصلة بالغبار والغاز الذي يمتص جزءا كبيرا من الضوء . اللاعب الرئيسي في المركز هو ثقب أسود تبلغ كتلته 2 مليون كتلة شمسية يعتقد أنه السبب الأول في تكون المجرة.

## الحشود الفائقة
إن الدراسات التي أجريت عن منطقة التفادي قلبت أيضا مفاهيم الفلكيين المتعلقة بالكون البعيد. ولدى استعمال الفلكيين المقراب الراديوي الذي قطره 100 متر، والمقام قرب إيفيلسبرگ بألمانيا، اكتشفوا حشدا مجرّيا جديدا يبعد 65 مليون سنة ضوئية في كوكبة الكوثل. وتوجد أدلة عديدة أخرى، ومن ضمنها تحليل للمجرات نفذه القمر الصناعي (IRAS)، توصلت إلى النتيجة عينها؛ فاعتبار الكوثل ضمن المجموعة المحلية يضفي مزيدا من التوافق بين الحركة المتوقعة للمجموعة المحلية وبين ثنائي القطب المرصود للخلفية الكونية.

## اكتشاف مئات المجرات المختبئة خلف درب التبانة
نجح علماء الفلك باستخدام كريسو باركس CSIRO Parkes، وهو تلسكوب راديوي موجود في أستراليا، في رصد ما يقارب 883 مجرة، من بينها نسبة تُقدر بالثلث لم تكن معروفةً في السابق. وفي حين أن «المجرات الخفيّة» التي اكتُشفت سابقاً كانت تبعد عن الأرض حوالي 250 مليون سنةٍ ضوئية. نعرف الآن أن المجرات توجد في تجمعات أيضا، فقد رصدت تجمعات تبعد عنا نحو 50 مليون سنة ضوئية وأخرى تبعد عنا نحو 250 مليون سنة ضوئية . وإذا قارناها بمجموعتنا المحلية نجد فيها نحو 40 مجرة معظمها مجرات صغيرة، بالإضافة إلى أكبر مجرات مجموعتنا المحلية التي هي مجرة المرأة المسلسلة - وتوجد مجموعتنا المحلية محصورة في كرة قطرها 20 مليون سنة ضوئية. 